# F.X. Schmid
Pour les articles homonymes, voir Schmid et FX.
F.X. Schmid ou FX est un éditeur de jeux de société et de puzzles basé en Allemagne. Il a remporté plusieurs prix prestigieux, dont trois fois le Spiel des Jahres. Aujourd'hui, F.X. Schmid est une marque du groupe Ravensburger. Ses activités ont été réorientées vers la publication de livres pour la jeunesse.

## Principaux jeux édités
- Auf Achse, 1987, Wolfgang Kramer, Spiel des Jahres  1987
- Asterix - Das Kartenspiel, 1990, David Parlett
- Adel verpflichtet, 1990, Klaus Teuber, Spiel des Jahres  1990, Deutscher Spiele Preis  1990
- Die Bosse, 1990, Sid Sackson, réédition de Venture
- Holiday AG, 1990, Wolfgang Kramer
- Bauernschlau, 1991, Tom Schoeps
- Attacke, 1993, Reiner Knizia
- Bluff, 1993, Richard Borg, Spiel des Jahres  1993
- Intrige, 1994, Stefan Dorra
- Zwinckern, 1994, Friedhelm Krahwinkel
- Set!, 1995, Marsha Falco, Mensa Select Mind Games  1991
- Pognon & Co ou Reibach & Co, 1996, Mick Ado et Alan R. Moon
- Take it easy, 1994, Peter Burley
- Thrill, 1996, Wolfgang Kramer, Jürgen P.K. Grunau et Hans Raggan
- Haste Worte, 1997, Wolfgang Kramer et Michael Kiesling
- Lang lebe der König!, 1997, Günter Burkhardt
- Basari, 1998, Reinhard Staupe, réédité aux États-Unis en 2004 par Out of the Box Publishing, Mensa Select Mind Games  2004
- For Sale, 1998, Stefan Dorra
- Pepper, 1998, Wolfgang Kramer et Michael Kiesling
- Cloud 9, 1999, Aaron Weissblum
- Zoff in Buffalo, 1998, Christwart Conrad
- Alcatraz, 1999, Bernhard Weber
- Torres, 1999, Wolfgang Kramer et Michael Kiesling